# Eifelrennen 1935
Eifelrennen 1935 je bila neprvenstvena dirka za Veliko nagrado v sezoni 1935. Odvijala se je 16. junija 1935 na nemškem dirkališču Nürburgring. 

## Poročilo

### Pred dirko
Dirka je potekala na isti vikend kot dirka za 24 ur Le Mansa, toda to ni preveč prizadelo štartne liste. Edini pomembnejši dirkač, ki je manjkal, je bil Tazio Nuvolari, ki je z dirkalnikom Alfa Romeo Bi-motore poskušal postaviti nov kopenski hitrostni rekord. Paul Pietsch je debitiral kot dirkač tovarniškega moštva Auto Union, Hermann Lang pa Mercedes-Benza. Manfred von Brauchitsch je bil prvič na Nürburgringu po svoji lanski nesreči in na kvalifikacijskih treningih je postavil daleč najhitrejši čas 10:45. Rudolf Caracciola je bil drugi s časom 10:59, Hans Stuck pa tretji z 11:04. Achille Varzi zaradi vnetja slepega črevesa prvi dan treningov ni dirkal, drugi dan pa je bil dež, tako da ni mogel doseči dobrega štartnega položaja. 

### Dirka
Na štartu dirke, ki ga je oznanil nov semaforizirani sistem (rdeča, rumena in čez petnajst sekund zelena luč), je najhitreje začel Piero Taruffi, ki je želel med Caracciolo in Varzijem, tako da je čez štartno-ciljno črto pripeljalo pet dirkalnikov v liniji. Kmale je Taruffi z razmeroma šibkim Bugattijem T59 zaostal, vodstvo pa je prevzel von Brauchitsch, ki so mu sledili Caracciola, Varzi, Stuck in Luigi Fagioli. Podobno kot na treningih, je von Brauchitsch dirkal v svojem razredu, po prvem krogu je imel že enaindvajset sekund prednosti, po drugem petintrideset, po treh pa kar petinštirideset. Varzi, ki je začel dirko v bolečinah zaradi vnetja slepega črevesa, je kmalu dirkalnik predal Hermannu zu Leiningenu. Vreme je bilo tipično za to dirkališče, saj je na nekaterih delih steze deževalo, drugje pa je sijalo sonce. Te nenadne spremembe temperature pa so povzročale težave nekaterih dirkalnikov z vžigom. Fagioli je moral na postanek v bokse po nove svečke, Goffredo Zehender in Stuck pa sta zaradi tega celo odstopila. 
Žrtev vremenskih razmer pa je bil tudi vodilni von Brauchitsch. Po več kot dveminutni prednosti in bučni podpori gledalcev, je izgubo moči motorja kompenziral z dirkanjem pri višjih obratih. V osem krogu, ravno ko je prehiteval enega od dirkačev za krog, pa mu je razneslo motor. Mnenja strokovanjakov po dirki so bila, da je von Brauchitsch po nepotrebnem preobremenjeval motor, saj je imel ogromno prenost, tudi sicer pa ni slovel po zmožnosti taktičnega dirkanja. S tem je vodstvo prevzel Caracciola, drugo mesto pa Bernd Rosemeyer, ki je kljub neizkušenosti začel dirko iz enajstega štartnega mesta in se počasi in mirno bližal vrhu, po prvem krogu je bil deveti, po drugem sedmi, po petem četrti, nato pa napredoval na drugo mesto zaradi odstopov konkurentov. Debitant Lang je držal tretje mesto, toda v Planzgartenu je naredi napako in se zavrtel, na stezo pa se je vrnil le kot peti. Tri kroge pred ciljem je Rosemeyer prehitel Caracciolo na štartno-ciljni ravnini ravno pred glavno tribuno, tako je vodil le na svoji drugi dirki v karieri. Caracciola je mlademu Nemcu dva kroga tesno sledil, toda ni ga mogel prehiteti, nato pa je v zadnjem krogu vetrobransko steklo Rosemeyerjevega dirkalnika razbil kamen, motor dirkalnika pa je deloval le še na štirinajstih cilindrih, toda še vedno je dirkal na polno. Ob oncu ovinka Schwalbenschwanz je Rosemeyer prestavil v višjo prestavo nekoliko prekmalu, tako da ga je Caracciola lahko pri pospeševanju prehitel in ob koncu zmagal s prednostjo 1,9 sekunde. Caracciola je še enkrat pokazal svoje mojstrstvo, nemški gledalci pa so dobili novega dirkaškega junaka. Ferrarijev dirkač Louis Chiron je bil tretji in edini dirkač v nenemškem dirkalniku v prvi šesterici.

## Rezultati

### Dirka
| Poz | Št | Dirkač                             | Moštvo                      | Dirkalnik          | Krogi | Čas/Odstop | Št. m. |
| --- | -- | ---------------------------------- | --------------------------- | ------------------ | ----- | ---------- | ------ |
| 1   | 5  | Rudolf Caracciola                  | Daimler-Benz AG             | Mercedes-Benz W25B | 11    | 2:08:02.3  | 2      |
| 2   | 4  | Bernd Rosemeyer                    | Auto Union                  | Auto Union B       | 11    | + 1,9 s    | 11     |
| 3   | 10 | Louis Chiron                       | Scuderia Ferrari            | Alfa Romeo P3      | 11    | + 1:32,1   | 3      |
| 4   | 6  | Luigi Fagioli                      | Daimler-Benz AG             | Mercedes-Benz W25B | 11    | + 4:41,9   | 6      |
| 5   | 8  | Hermann Lang                       | Daimler-Benz AG             | Mercedes-Benz W25A | 11    | + 5:46,0   | 9      |
| 6   | 3  | Paul Pietsch                       | Auto Union                  | Auto Union B       | 11    | + 6:46,7   | 16     |
| 7   | 9  | René Dreyfus                       | Scuderia Ferrari            | Alfa Romeo P3      | 11    | + 8:27,7   | 14     |
| 8   | 12 | Philippe Étancelin                 | Scuderia Subalpina          | Maserati 6C-34     | 11    | + 11:09,1  | 13     |
| 9   | 2  | Achille Varzi Hermann zu Leiningen | Auto Union                  | Auto Union B       | 11    | + 11:56,9  | 8      |
| Ods | 7  | Manfred von Brauchitsch            | Daimler-Benz AG             | Mercedes-Benz W25B | 8     | Motor      | 1      |
| Ods | 15 | Piero Taruffi                      | Privatnik                   | Bugatti T59        | 8     | Trčenje    | 5      |
| Ods | 1  | Hans Stuck                         | Auto Union                  | Auto Union B       | 7     | Svečke     | 3      |
| Ods | 16 | Laszlo Hartmann                    | Privatnik                   | Bugatti T51        | 6     |            | 10     |
| Ods | 20 | Renato Balestrero                  | Gruppo Genovese San Giorgio | Alfa Romeo Monza   | 5     |            | 7      |
| Ods | 11 | Goffredo Zehender                  | Scuderia Subalpina          | Maserati 6C-34     | 4     | Svečke     | 12     |
| Ods | 21 | Dudley Froy                        | George Manby-Colegrave      | Bugatti T54        | 2     | Motor      | 15     |
| DNA | 13 | Juan Zanelli                       | Privatnik                   | Maserati 8CM       |       |            |        |
| DNA | 17 | Attilio Battilana                  | Privatnik                   | Alfa Romeo Monza   |       |            |        |
| DNA | 18 | José María de Villapadierna        | Privatnik                   | Maserati 8CM       |       |            |        |
| DNA | 19 | Giuseppe Farina                    | Scuderia Subalpina          | Maserati 4C        |       |            |        |